# 大潟村 (新潟県)
大潟村（おおがたむら）は、かつて新潟県南蒲原郡にあった村。

## 沿革
- 1889年（明治22年）4月1日 - 町村制の施行により、南蒲原郡大面村、北潟村、高安寺村、小滝村、矢田村、吉野屋村及び鴨ケ池村の区域をもって、南蒲原郡大潟村が発足する。
- 1899年（明治32年）9月15日 - 南蒲原郡大潟村及び四王村が合併して、改めて南蒲原郡大潟村が発足する。
- 1901年（明治34年）11月1日 - 南蒲原郡大潟村及び帯織村が合併して、南蒲原郡大面村が発足する。